# Hieracium atelodes
Hieracium atelodes es una especie de planta con flor del género Hieracium, de la familia Asteraceae, orden Asterales.

## Distribución
Hieracium atelodes se distribuye por Suecia y Noruega.

## Taxonomía
Fue descrita científicamente por Omang. Fue publicada en Ark. Bot. 22A(1): 9 (1928).